# Stictopisthus delicatus
Stictopisthus delicatus är en stekelart som beskrevs av Lee och Suh 1993. Stictopisthus delicatus ingår i släktet Stictopisthus och familjen brokparasitsteklar. Inga underarter finns listade i Catalogue of Life.